# Le Brusquet
 Le Brusquet  es una población y comuna francesa, situada en la región de Provenza-Alpes-Costa Azul, departamento de Alpes de Alta Provenza, en el distrito de Digne-les-Bains y cantón de La Javie.

## Demografía
| 235 | 264 | 330 | 585 | 787 | 966 |
| Para los censos de 1962 a 1999 la población legal corresponde a la población sin duplicidades (Fuente: INSEE [Consultar]) |     |     |     |     |     |

Es la mayor población del cantón.